# Creativity Movement
 (novembre 2018).
Si vous disposez d'ouvrages ou d'articles de référence ou si vous connaissez des sites web de qualité traitant du thème abordé ici, merci de compléter l'article en donnant les références utiles à sa vérifiabilité et en les liant à la section « Notes et références ».
Le Creativity Movement (Mouvement Créativité), anciennement « World Church Of The Creator » (Église mondiale du Créateur) est une organisation religieuse et suprémaciste blanche américaine fondée par Ben Klassen, puis dirigée par Matthew Hale dans la continuité de l’ancienne « Église du Créateur » de Ben Klassen. Le mouvement est actuellement dirigé par James Logsdon de Zion dans l’Illinois.
La mission de cette « église » serait, selon Matthew Hale, de « créer un monde plus blanc et plus brillant » (a Whiter and Brighter World).